# Uwertura do „Tannhäusera”
Uwertura do „Tannhäusera” (fr. Jeune Fille au piano) – obraz Paula Cézanne’a, namalowany w 1869 r. Obecnie mieści się w Ermitażu w Petersburgu.
Jest to jeden z wczesnych obrazów artysty. Namalowany został pod wpływem dramatu muzycznego Wagnera. Był darem Cézanne’a dla siostry, która z kolei sprzedała go Vollardowi. Obraz miał kilka wersji, ta jest prawdopodobnie najstarsza. Przedstawia dwie kobiety, jedna z nich gra na pianinie, druga haftuje. W tle, podobnie jak w wielu innych portretach i martwych naturach artysty, widać geometryczny wzór, który porządkuje przestrzeń obrazu.